# Gianfredo Camesi
 (août 2019).
Gianfredo Camesi, né le 24 mars 1940 à Cevio, canton du Tessin, est un artiste peintre et sculpteur suisse.

## Biographie

### Au Tessin
Née en 1940 à Cevio. Il vit à Menzonio, un village accroché au flanc de la montagne au fond de la Vallemaggia (commune de Lavizzara). Gianfredo Camesi issu d'une famille paysanne grandit avec ses six frères et sœurs. Enfant déjà, il s'adonne au dessin artistique et il obtient, à l'âge de 12 ans, le premier Prix « Pestalozzi » lors d'un concours de dessins pour enfants,.
À 15 ans il commence un apprentissage de dessinateur architecte à Locarno. Auprès de son maître d'apprentissage, Oreste Pisenti architecte proche du Bauhaus, Camesi acquiert la maîtrise du dessin technique. On retrouvera dans son œuvre artistique l'usage des tracés régulateurs et des signes. Le soir, il peint d'après les maîtres italiens.

### À Genève
À 20 ans, il se rend à Genève où l’on peut[Qui ?] distinguer deux périodes :
De 1960 à 1967, il exerce son métier de dessinateur architecte et c’est le soir que, comme à Locarno, il pratique la peinture. Jusqu’en 1964 et sa première exposition au musée Rath de Genève il peint d’après les maîtres classiques italiens ou d’après nature. Des voyages à Paris lui permettent de découvrir la scène artistique parisienne.
Il reçoit une première bourse fédérale suisse des Beaux-Arts en 1963 puis une deuxième en 1965. Il se rend également à Florence et participe aux activités du groupe « set di Numero ». À partir de 1967 il crée ses premières sculptures en tant que mécanisme spatial de forme et de matière (métal, pierre, bois).
Deuxième période genevoise entre 1968 et 1974 : il reçoit la Bourse Lisignol-Chevalier (1968, Genève). La rencontre avec la galerie Renée Ziegler de Zurich marque le début, en 1968, d'une collaboration.
En 1972, retour à Menzonio pour deux ans où il travaille à « Dimension Unique » Transmutation Forme de Terre marquant le début de sa signographie. Avec cette œuvre il représente la Suisse lors de la XIIe Biennale de Sao Paulo, en 1973, et à cette occasion il fait un voyage d’étude où il parcourt l'Amérique latine (Brésil, Bolivie, Pérou, Colombie et Mexique) puis se rend à New York. Toujours en 1972 il reçoit le Prix Diday « Portrait » (Genève). En 1974, il quitte Genève pour Blankenstein près de Bochum en Allemagne où il travaille à la suite sur papier Spazio Misura del Tempo.

### En France
Il s'installe en France à partir de 1975. D'abord une année à Bages, un petit village près de Narbonne.
Suit une période parisienne : premièrement entre 1976 et 1980 dans un petit pavillon à Fontenay-aux-Roses une ville de la proche banlieue de Paris. Là il crée, notamment Chemin du Corps, « Spazio Misura del Tempo » (Espace Mesure du Temps) et COSMOGONIE 0 – 1 – 0 Théâtre des Signes (œuvre née à Menzonio puis réalisée principalement à Fontenay-aux-Roses). Il rencontre Meret Oppenheim et se familiarise avec la scène artistique parisienne. En 1977 une exposition à Baden montre l'usage de la photographie dans l'œuvre de Camesi. Il reçoit le Prix de la Fondation pour les Arts Graphiques Suisses (1977). En 1980 il réalise à l'école Polytechnique Fédérale de Lausanne - Écublens (EPFL), Polarisation Cosmogonique, une sculpture-installation. Troisième bourse fédérale suisse des Beaux-Arts en 1980.
Ensuite, dès 1980 et jusqu'en 1996, il prend un atelier de 100 m² dans le 11e arrondissement de Paris.

### Entre Paris et Menzonio
Il effectue un nouveau retour à Menzonio, entre 1984 et 1986, où il crée Alchimie de la Vision - Archéologie de la Pensée. Il réalise Anamorphose, une installation fixe à Neuchâtel, œuvre choisie sur concours pour s'intégrer dans l'environnement bâti : la sculpture devient lieu et partie intégrante de l’architecture.
C'est aussi une période de rencontre avec de nouveaux galeristes qui vont suivre son travail : La galerie Dabbeni à Lugano et la galerie Noella G à Saint-Rémy-de-Provence qui s'installe à La Neuveville dès 1989. La galerie François Mitaine à Paris se joint à eux en 1990.
En 1986 le Studio d'arte contemporanea Dabbeni à Lugano retrace son itinéraire artistique « Menzonio-Paris 1972-1986 » (exposition et numéro spécial de la revue Temporale.[réf. nécessaire]
Le cycle Lambda débute à Paris, en 1987, sous la forme d'huiles sur toile auxquelles il adjoint des éléments qui se prolongent dans la troisième dimension. À l'occasion de son séjour de trois mois à Tōkyō, dans le cadre du programme « Des artistes suisses en résidence au Japon », il crée LAMBDA-Espace Psycho-Biodynamique, exposé au Meguro Museum of Arts. Le Centre culturel suisse de Paris exposera également une installation, de même que les galeries Ziegler et Noella G.

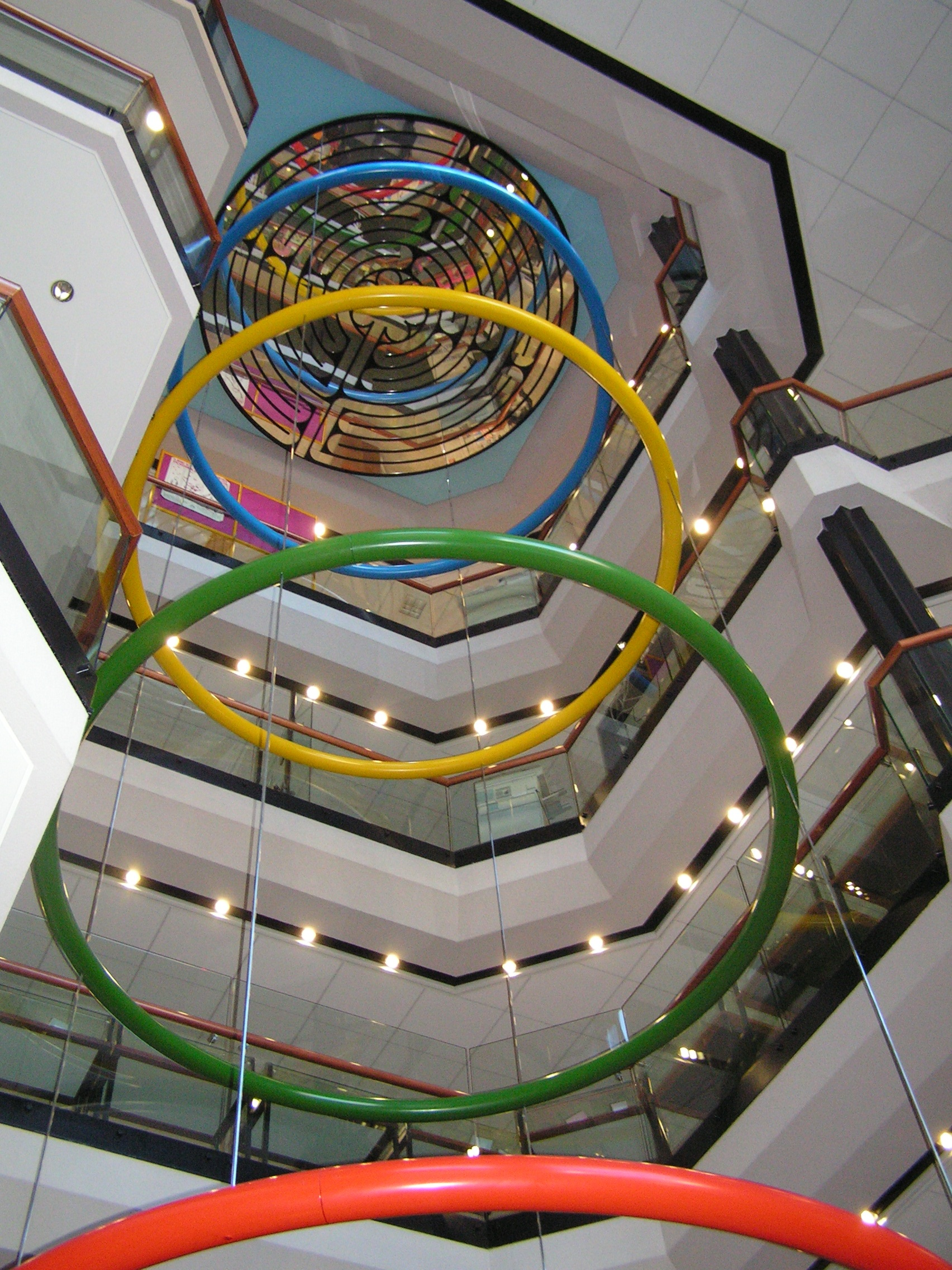
Spirale - Labyrinthe. Bibliothèque de la Cité, Genève, 1991.

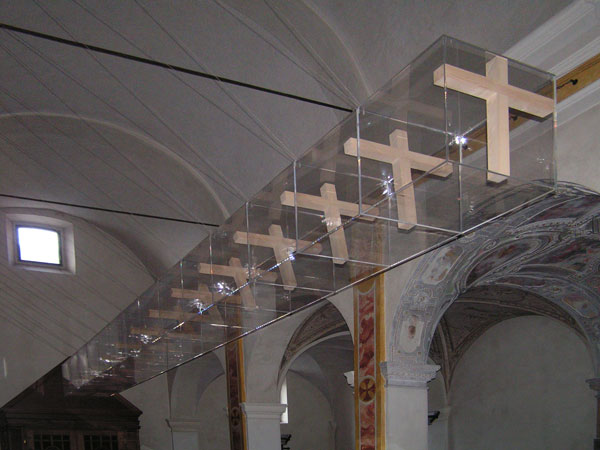
Chemin de Croix, église de Melide, 1995.

En 1990 il crée une sculpture – fontaine à Bad Ragaz, une station thermale aux Grisons.
Entre 1990 et 1993 s'ouvre une période entre Paris et Menzonio avec les cycles Cosmogonie Terrestre : des huiles circulaires peintes à Paris et Terrestre : des frottages crée à Menzonio puis Transfiguration. Plusieurs installations dans des lieux publics en 1991 : La Chapelle « Oratorio della Beata Vergine » à Menzonio reçoit une partie de l'œuvre qu'il a créée ici en 1984-1986 : « ALCHIMIE DE LA VISION – ARCHÉOLOGIE DE LA PENSÉE - Genesi di un'opera ». Pour la décoration artistique du hall central de la nouvelle bibliothèque Municipale de la Cité, à Genève, il obtient le premier prix : Sculpture – environnement, puits de lumière « Spirale - Labyrinthe ». Enfin, à Wettingen, il réalise une sculpture Ciel – Terre – Ciel dans le cadre d'une exposition d'art en plein air (Kunst-Weg).
Les années 1990 verront la création d'une dizaine d'œuvres dans des lieux publics[réf. nécessaire] de Suisse romande et du Tessin.

### À Vienne
De 1997 à 2002 il vit à Vienne en Autriche. Il effectue également, en 1998, un séjour de travail à l'Institut suisse de Rome. À Vienne il se consacre à « Vacuité ».

### À Cologne
Ce n'est qu'après avoir quitté Vienne, en 2002, alors qu'il vit désormais à Cologne en Allemagne, qu'il a ses premières expositions personnelles en Autriche à Linz en 2003 et 2004. À Cologne il dispose, dans un premier temps, d'un grand atelier en périphérie, ce qui lui permet de créer des tableaux de grande dimension. Puis il change pour un espace plus modeste au cœur de la ville.

## Œuvre

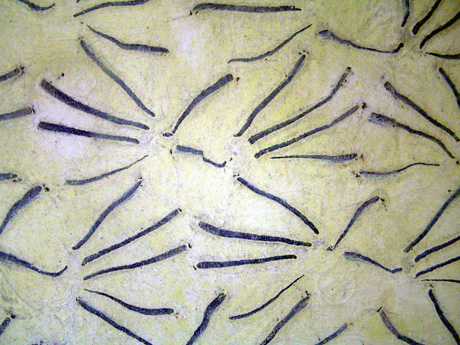
« Forme de Lumière » (détail).
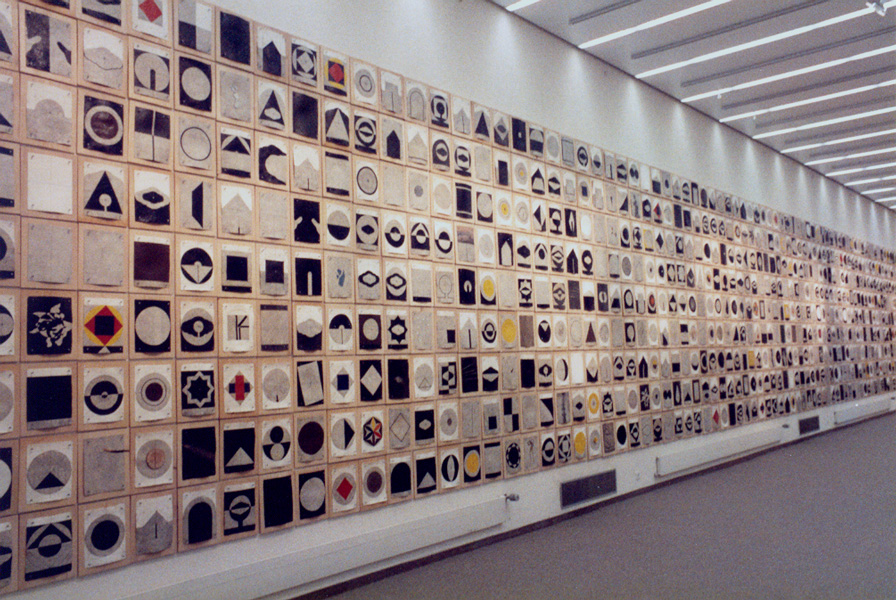
Théâtre des Signes, musée Rath 1985.
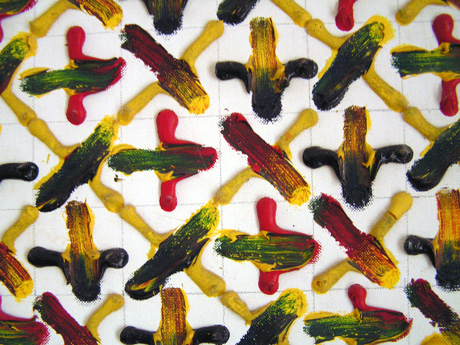
« Espace Mesure du Temps » (détail).
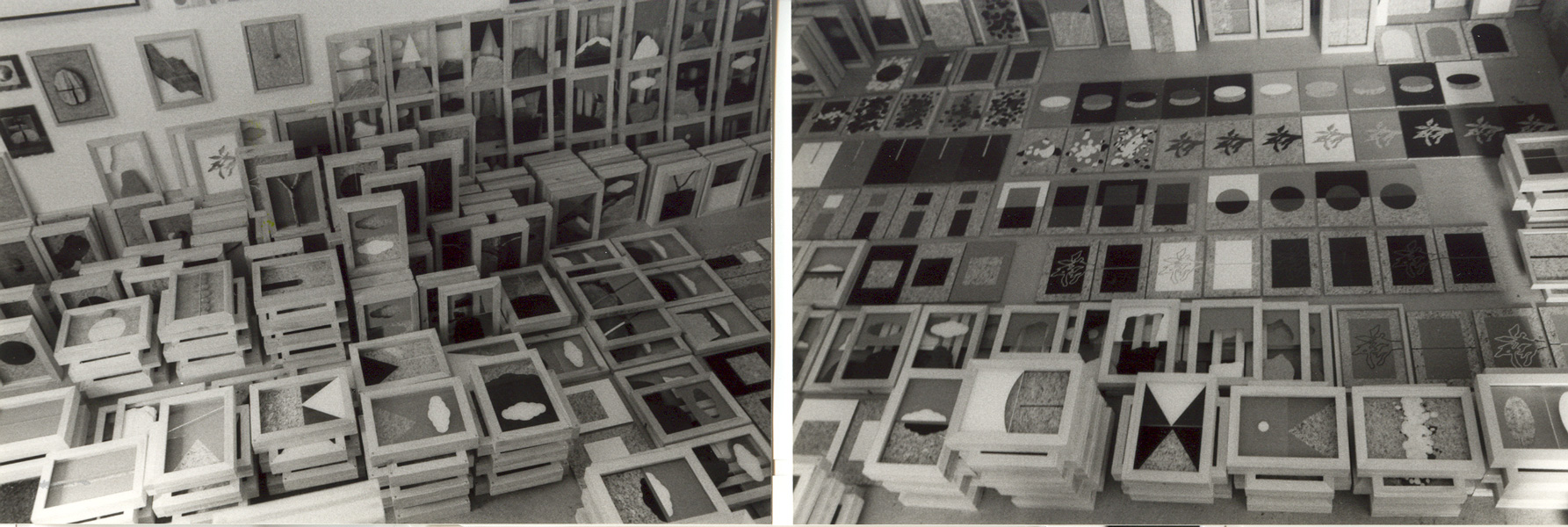
« Alchimie de la Vision - Archéologie de la Pensée » en dépôt dans l'atelier de Menzonio 1985.
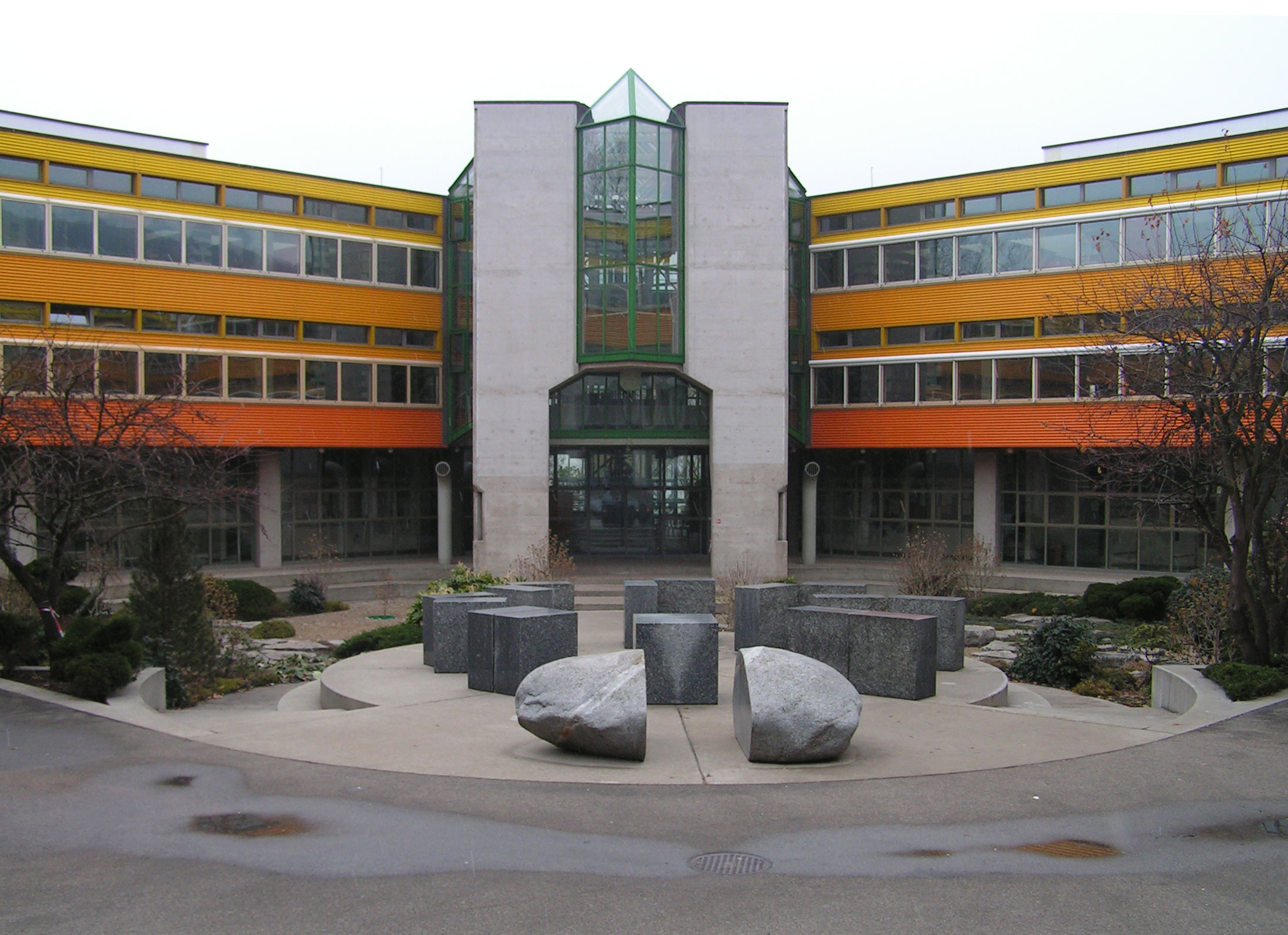
« Anamorphose », Neuchâtel.

## Publications

### Catalogues d'expositions
- 1973 Département fédéral de l’intérieur, section beaux-arts et monuments historiques, Berne, exposition dans le cadre de la XIIe Biennale de Sao Paulo. - avec un texte de[n 2] Charles Goerg Dimension unique
- 1977 Baden, exposition au Trudelhaus - avec un texte de Angela Köhler Die fotografie im Werk von Gianfredo Camesi (de) (La photographie dans l'œuvre de Gianfredo Camesi).
- 1979 Zürich, exposition à la Galerie Renée Ziegler - avec un texte de Peter Killer Zellenkreuzmalereien.
- 1980 Zürich, exposition à la Galerie Renée Ziegler - avec un texte de Angela Köhler Blankenstein 74.
- 1984 Paris, exposition à la Galerie Maximilien Guiol - avec un texte de Gianfredo Camesi Visible - Invisible.
- 1985[4] Genève, Musée Rath et Mannheim, Kunsthalle Cosmogonie 0 - 1 - 0, Théâtre des Signes.
- 1987 Tōkyō, Meguro Museum of Arts LAMBDA.
- 1988 cahier d’artiste édité par Pro Helvetia, exposition au Centre culturel suisse de Paris « LAMBDA, Espace Psycho-Biodynamique ». - avec un texte de Hans-Jürgen Buderer De l’Atelier à l’Espace-Lieu, le temps d’une exposition.
- 1991 Paris, exposition à la Galerie François Mitaine « Cosmogonie Terrestre » - avec le texte de Henri-François Debailleux
- 1997 Cureglia[5][source insuffisante], IV Biennale SPSAS d’arte all’aperto « Vacuité » - avec les textes de : Walter Tschopp Opera Totale (it)(œuvre totale)[6],[7] Michel Baudson L’observatoire métaphysique de Cureglia (fr + it).
- 2000 Cevio, exposition au Museo di Vallemaggia «Spazio Misura del Tempo, Rittrati della Valle» - avec les textes de : Walter Tschopp Retour à la nature de soi; ou: les fissures de la connaissance de l’autre (it + fr + de) et Claudio Guarda.
- 2002 Lugano, Galerie Officina arte « Vacuité Terrestre » - avec les textes de : Hans Christoph Von Tavel Vacuité terrestre (it + de) et Claudio Guarda Vacuité terrestre : l’arte come forma del pensiero e progetto di vita (it + de) (Vacuité terrestre : L'art comme forme de pensée et projet de vie).

### Livres
- (fr + de + it) Collectif, Camesi, monographie, Benteli Verlag Bern, 1994 (ISBN 371-6509442)

Monographie éditée à l’occasion de la rétrospective de Neuchâtel en 1994.
- (it) Camesi, Tavole della memoria, Pagine d'Arte, 2002

publié à l'occasion de l'exposition Genèse d'un processus créatif à la Villa des Cèdres de Bellinzone, avec un texte de Matteo Bianchi.
- (en + it) Collectif, Gianfredo Camesi, « Eccéité », Binding, coll. « sélection d'artistes » (no 39), 2011 (ISBN 978-88-87934-10-6)

Monographie édité à l’occasion de l'exposition au Museo Cantonale d'Arte, Lugano, 2011.

### Films
Divers films traitant de l’œuvre ou d’expositions de Gianfredo Camesi ont été tournés :
- 1969 Amsterdam, exposition au Stedelijk Museum ; « 22 jeunes artistes suisses »
- 1978 dans l’atelier de Fontenay-aux-Roses, autour de l’œuvre « Espace – Mesure du Temps »
- 1985 à l’occasion de l’exposition « Cosmogonie 0 – 1 – 0, Théâtre des Signes » au Musée Rath de Genève. Tourné à Genève et Menzonio.

Régie de François Jaquenod. Réalisé pour la Télévision suisse romande; "Ticket de Première".
- 1988 à Tōkyō, dans le cadre du programme « Swiss Artists in Residence » exposition au Meguro Museum of Arts.

Régie de Makoto Teramoto, Tōkyō.
- 1997 «Camesi - Il teatro dei segni»[n 3], film d'Adriano Kestenholz, texte (it) réalisé à l'occasion de Cureglia, Biennale SPSAS d’arte all’aperto. Production Aleph Film/TSI (Televisione Svizzera Italiana).